# Cimo Fränkel
Cimo Fränkel (Amsterdam, 13 maart 1989) is een Nederlandse zanger, songwriter en muziekproducer.

## Biografie
In 2010 deed hij mee met het televisieprogramma My Name Is Michael waarin gezocht werd naar hoofdrolspelers voor de nieuwste theatershow van Albert Verlinde over de toen pas overleden Michael Jackson.
In 2011 schrijft hij samen met Fouradi het nummer Winnaar ter ere van het 14-jarig bestaan van de Johan Cruyff Foundation. Het nummer werd opgenomen met verschillende bekende Nederlanders, waaronder Do, Adlicious, Caribbean Combo, Gers Pardoel, Najib Amhali, Damaru, Phatt, Kim Feenstra, Jochem van Gelder en Inge de Bruijn. Dat deed de groep samen met een aantal verstandelijke gehandicapte kinderen van de Foundation.
In 2013 schreef hij voor verschillende Nederlandse artiesten waaronder Wildstylez, Coone, Headhunterz, Yellow Claw, Rochelle (winnaar X Factor seizoen 4), Aliyah (winnaar Holland's Got Talent seizoen 4), B-Brave en Haris Alagic (winnaar X Factor seizoen 5). Op 6 juni 2013 tekende Cimo Fränkel een contract bij BMG Talpa Music.
In 2016/2017 maakte hij deel uit van de Armin Only Wereld Tournee met als mijlpaal de twee uitverkochte shows in de Amsterdam ArenA in Mei 2017. Hij maakte Los Angeles zijn thuisbasis en heeft vanuit daar meerdere hits geschreven en/of geproduceerd, waaronder de Nederlandse Top 40 hits Sex van Cheat Codes & Kris Kross Amsterdam, Shotgun van Yellow Claw & Rochelle, Where Have You Gone (Anywhere) voor Lucas & Steve en twee nummers onder eigen naam met Armin van Buuren, Strong Ones en All Comes Down.
Vanaf 2018 werkte Cimo veel samen met de Nederlandse DJ R3HAB, Cimo heeft onder andere aan R3HAB's grootste hit All Around The World (La La La) meegewerkt.
In 2020 focuste Cimo Fränkel zich op zijn eigen carrière als artiest. Op 3 april bracht hij het nummer 'World Is Waking Up' uit en op 10 april volgde zijn debuutalbum genaamd Cimo Fränkel. Op dit album staan het nummer Picture of Us (medegeproduceerd met de Franse producer TW3LV) en een akoestische versie van het nummer All Comes Down.
In 2022 volgde de single Go Your Own Way.

## Hitnoteringen
| Singles met hitnoteringen in de Nederlandse Top 40 | Datum van verschijnen | Datum van binnenkomst | Hoogste positie | Aantal weken | Opmerkingen                             |
| -------------------------------------------------- | --------------------- | --------------------- | --------------- | ------------ | --------------------------------------- |
| All Around The World (La La La)                    | 05-04-2019            | 13-07-2019            | 6               | 16           | door R3HAB & A Touch of Class           |
| Shotgun                                            | 04-11-2013            | 16-11-2013            | 10              | 23           | door Yellow Claw & Rochelle             |
| Where Have You Gone (Anywhere)                     | 28-09-2018            | 01-12-2018            | 19              | 13           | door Lucas & Steve                      |
| Sex                                                | 19-02-2016            | 26-03-2016            | 2               | 19           | door Cheat Codes & Kris Kross Amsterdam |
| Playing With Fire                                  | 05-07-2013            | 13-07-2013            | 27              | 2            | door Haris                              |
| Mooie dag                                          | 01-03-2014            | 05-04-2014            | 24              | 10           | door Jayh                               |

| Single met hitnotering(en) in de Vlaamse Ultratop 50 | Datum van verschijnen | Datum van binnenkomst | Hoogste positie | Aantal weken | Opmerkingen                       |
| ---------------------------------------------------- | --------------------- | --------------------- | --------------- | ------------ | --------------------------------- |
| Shotgun                                              | 2013                  | 07-12-2013            | 20              | 18*          | door Yellow Claw & Rochelle Perts |